# 保加利亚与罗马尼亚联盟
保加利亚与羅馬尼亞在19至20世纪多次提议合并，结盟方案包括联邦制、共主邦聯或邦联制。提议在两国都有群众基础，保加利亚特别积极，历史上还有多次落实机遇。合并提议大多是保加利亞人提出，但羅馬尼亞人占据主导。这些提议最后功败垂成，主要原因包括两国文化和政治分歧，以及奥匈帝国等大国、特别是俄罗斯帝国的反对。
联盟构想已有历史先例：两国人民都曾由保加利亚第一帝国统治，国土包括今罗马尼亚部分地区；保加利亚人与弗拉赫人还曾合作建立保加利亚第二帝国；奥斯曼帝国打败保加利亚第二帝国后征服并统治两国人民几个世纪。巴尔干半岛在18世纪后半叶涌现地区联邦化的构想而且颇具民意基础，旨在解决各国间的冲突，对抗附近帝国。这些理念在保加利亚和罗马尼亚的前身摩尔达维亚与瓦拉幾亞流传，赢得格奥尔基·萨瓦·拉科夫斯基等人支持。保加利亞親王國成立后实现自治，罗马尼亚也在1878年全面独立，两国关系加强，保加利亚王位继承人选不乏罗马尼亚人，如罗马尼亚国王卡罗尔一世与瓦拉几亚亲王之子、贵族格奥尔基·比贝斯库。不过，1879年当选的是德意志人巴滕贝格的亚历山大。
俄罗斯企图在保加利亚发挥影响。经过长期政治动荡，与罗马尼亚关系友好的亚历山大一世1886年被迫退位。反俄领导人斯特凡·斯塔姆博洛夫当上攝政王。斯塔姆博洛夫试图与罗马尼亚建立共主邦联并启动谈判，计划由卡罗尔一世担任国家元首，两国可以组建联合政府，也可各组政府自治。卡罗尔一世对统治保加利亚很感兴趣，但俄罗斯极力反对，威胁与罗马尼亚断绝外交关系并发动侵略，卡罗尔一世被迫放弃。1887年6月，萨克森-科堡-哥达的斐迪南当选保加利亚亲王。数十年后，两国在共产党统治时期再度考虑结成联盟，特别是在格奥尔基·季米特洛夫统治保加利亚时期，但苏联强烈反对，苏联领导人约瑟夫·斯大林认为如此提议简直不可思议。
保加利亚与罗马尼亚始终未能结成联盟，众多大国反对、两国民族目标的分歧、人民缺乏实际兴趣甚至相互对立都是重要原因。巴尔干半岛联邦化的构想一度赢得大力支持，但20世纪开始欧洲冲突层出不穷，直到南斯拉夫在内战中解体，联邦化理念随之瓦解冰消。欧洲联盟成立后，保加利亚和罗马尼亚都在2007年加入，一定程度上实现昔日梦想。

## 背景

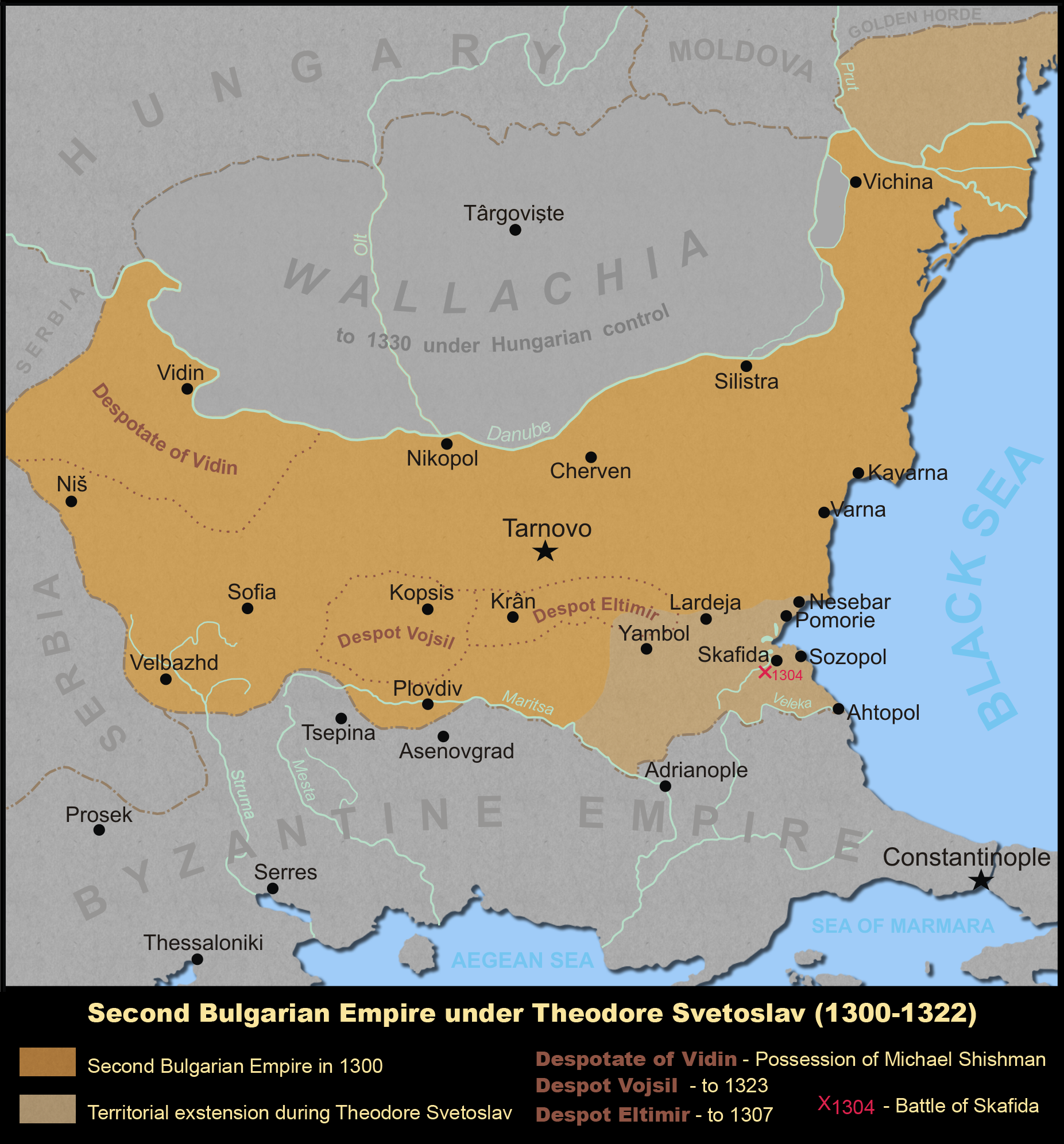
14世纪初保加利亚第二帝国地图，该国领土与历史上的保加利亚和罗马尼亚大部分国土重叠

保加利亞人与羅馬尼亞人历史上多次由共同政府统治。東歐大草原突厥語民族保加尔人公元680年跨过多瑙河，随后在此建国并定都普利斯卡。他们与一个世纪前来到巴尔干半岛的斯拉夫文化同化，是现代保加利亚人的祖先。保加利亚第一帝国领土向北扩张到多瑙河与蒂薩河，公元九世纪还曾统治今羅馬尼亞大部分领土，保加利亚人极力向现代罗马尼亚人的先辈推动斯拉夫和基督教影响与文化元素。1018年，拜占庭帝国推翻保加利亚第一帝国并吞併国土。
拜占庭帝国1185年爆发旨在复辟保加利亚帝国的阿森与彼得起义（Uprising of Asen and Peter），最后建立保加利亚第二帝国。众多弗拉赫人（即罗马尼亚人）投身起义，特别是在起义初期，对新帝国成立作用举足轻重。同期文献称新帝国前三位领导人伊凡·阿森一世、卡洛扬和彼得二世三兄弟是弗拉赫人。保加利亞正教會宗主教保加利亚的巴西尔一世（Basil I of Bulgaria）授予卡洛扬的头衔是“皇帝卡洛扬、全体保加利亚人与弗拉赫人之主”（imperator Caloihannes dominus omnium Bulgarorum atque Blachorum）。教皇意诺增爵二世授予的头衔是“保加利亚人与弗拉赫人之王”（Rex Bulgarorum et Blachorum）。此外，起义爆发的默西亚弗拉赫人众多。白驹过隙，弗拉赫人就像保加利亚第一帝国的保加尔人一样淡出新帝国视野，但他们留下的许多地名至今仍在保加利亚沿用。
对于保加利亚与罗马尼亚联盟的支持者来说，保加利亚第二帝国是两国共同朝代，如今历史学家主要争论该国的历史遗产到底是哪个国家。奥斯曼帝国的土耳其人14世纪末打败保加利亚第二帝国，还在15世纪把势力扩张到罗马尼亚親王國瓦拉幾亞，16世纪又扩张到摩尔达维亚。不过，这些亲王国始终没有像保加利亚那样直接划为省份，而是奥斯曼帝国的附属国。
18世纪下末叶，巴尔干半岛联邦化的呼声出现并聚集相当人气，这些呼声因政治考量宣传，特别是经历战争或革命之后。18世纪90年代，来自希腊的阿羅蒙人里格斯·费莱奥斯（Rigas Feraios）提出建立希腊统治的巴尔干半岛统一国家取代奥斯曼帝国。半岛居民认为统一才能对抗大国的帝国主义政策，特别是哈布斯堡君主國与奥斯曼帝国的政策，确保地域发展更独立和稳定，同时解决各国间的冲突。具体方案既有统一巴尔干半岛（巴爾幹聯邦），又有进一步联合邻国的多瑙河联邦，还有半岛地区基督教或南部斯拉夫民族联盟。倡导构想的主力包括知识分子、革命家和左右两翼的政治家，如罗马尼亚外交官兼政治家迪米特里·布勒蒂亚努、罗马尼亚律師兼政治家奥雷尔·波波维奇，保加利亚作家柳本·卡拉维洛夫（Lyuben Karavelov）。拟议的联盟方案包括联邦制、邦联制、联邦君主制联盟、共主邦聯、聯邦共和國。其中共主邦联主要是当时君主制国家众多的时代产物。
保加利亚人与罗马尼亚人对国家统一的理念已不陌生，保加利亞親王國在1878年战争后成立，是奥斯曼帝国的附属国。1885年该国与奥斯曼帝国自治省東魯米利亞联合，维持共主联邦直到1908年保加利亚宣告从奥斯曼帝国全面独立。罗马尼亚人把1600年瓦拉几亚、摩尔达维亚与特兰西瓦尼亚公国在勇敢的米哈伊推动下的短暂联盟视为罗马尼亚史上第一个民族联盟。罗马尼亚本身就是共主邦联的产物，是1859至1862年瓦拉几亚与摩尔达维亚在亚历山德鲁·约安·库扎亲王带领下统一而成。该国原名“摩尔达维亚与瓦拉几亚联合公国”，1866年更名“罗马尼亚”。

## 历史

### 初步提议
罗马尼亚人与保加利亚人早在19世纪就形成联邦化构想。罗马尼亚人希望摆脱哈布斯堡君主国（包括奧地利帝國与奥匈帝国）、俄罗斯帝国、奥斯曼帝国，实现民族独立、自由和统一，希望借联邦化实现目标。尼古拉·伯尔切斯库（Nicolae Bălcescu）、迪米特里·布勒蒂亚努、米哈伊·愛明內斯庫、奥雷尔·波波维奇等支持者或主张罗马尼亚融入巴尔干半岛国家，或建议与奥地利、奥匈帝国联邦化，进而把权力传承到特兰西瓦尼亚的罗马尼亚人手中。寻求解放保加利亚的人士希望与几乎所有邻近民族统一或结盟来实现类似目标，如罗马尼亚人、塞尔维亚人、希腊人甚至土耳其人。
保加利亚革命家格奥尔基·萨瓦·拉科夫斯基（Georgi Sava Rakovski）主张巴尔干半岛团结一致从奥斯曼帝国解放，他对希腊和塞尔维亚统治精英阶层的民族主义者抱持不合作立场深感失望，1863年前往布加勒斯特。为摆脱希腊人的君士坦丁堡普世牧首区控制，罗马尼亚正教会宣布自主并建立主教公会，罗马尼亚人还建立罗马尼亚联合公国力图从奥斯曼帝国独立。拉科夫斯基对此深受触动，认为保加利亚人的解放可以从罗马尼亚实现。拉科夫斯基1864年在双语报纸《未来报》（和）发文谈论保加利亚人与罗马尼亚人的关系，强调双方一直充满“兄弟般的情谊和团结”，应当合作。他呼吁保加利亚人和罗马尼亚人“在平等的基础上”修好，称保加利亚第二帝国是双方共同生活的“强大国家”。拉科夫斯基很可能想要重建保加利亚第二帝国。《未来报》还确立自身目标是捍卫罗马尼亚和保加利亚人的权利，反抗奥斯曼帝国与君士坦丁堡普世牧首区。
拉科夫斯基的切实计划已不可考，他支持的保加利亚和罗马尼亚人统一模式可能是“保加利亚人－瓦拉赫人政合国”。这种结盟政体对外合为一体，对内各自独立，最著名的实例是奥匈帝国。拉科夫斯基与罗马尼亚亲王亚历山德鲁·约安·库扎关系很好，但保守派和激进自由派组成联盟并在1866年2月把亲王赶下台。政变有违奥斯曼帝国承认罗马尼亚成立的条件，联盟担心会遭支持亲王的奥斯曼帝国军方报复，需要寻找盟友。得知拉科夫斯基与亲王交好后，他们与拉科夫斯基的昔日战友伊万·卡萨博夫（Ivan Kasabov）联手。卡萨博夫提议罗马尼亚支持奥斯曼帝国的保加利亚人叛乱，转移当局对布加勒斯特政变的注意。根据为此拟定的《罗马尼亚人与保加利亚人神圣联盟法》，布加勒斯特的保加利亚革命团体负责组织叛乱，同时引领塞爾維亞公國与奥斯曼帝国的保加利亚革命团体并提供经费，直到这些团体自给自足。打败奥斯曼帝国后，各独立公国结为邦联，所在地就是当今保加利亚及附近领土。但这份文档始终无人签署，计划未能落实，1866年5月德意志霍亨索伦王朝的卡罗尔一世当上罗马尼亚亲王，罗马尼亚自由派退出联盟。
保加利亚作家柳本·卡拉维洛夫同样提出保加利亚与罗马尼亚结盟计划，希望把南部斯拉夫民族、罗马尼亚、阿尔巴尼亚和希腊联合。他在《独立报》（Nezavisimost）提出的“东方联邦”包含三大核心：塞尔维亚（包含波斯尼亚与黑山）、保加利亚（默西亚、色雷斯与馬其頓）、罗马尼亚。联邦还包含阿爾巴尼亞族实体，君士坦丁堡设为獨立市，希腊如果愿意放弃光复拜占庭帝国土地也能加入。卡拉维洛夫还制定分割奥斯曼帝国与奥匈帝国领土的计划，东方联邦将仿照美国和瑞士成立。同样提出结盟计划的还有保加利亚革命家瓦西尔·列夫斯基，他设想的“巴尔干民主共和国”由保加利亚人、黑山人、罗马尼亚人和塞尔维亚人组成，民族间完全平等。保加利亚新闻工作者兼诗人赫里斯托·波特夫支持南部斯拉夫民族或巴尔干联盟，反对与当时的土耳其人国家联合。波特夫认为罗马尼亚政府“对斯拉夫人没什么好感”，还称罗马尼亚是“法国为首的西方国家政策产物，处心积置要对东方的泛斯拉夫主義设置障碍”。
保加利亚人的统一计划旨在解决民族教会和立国问题，俄罗斯帝国、西方列强，米切尔·恰扎科夫斯基（Michał Czajkowski）之类波兰民族主义者移民的反俄运动等因素令他们深受鼓舞。19世纪60至70年代，在反抗奥斯曼帝国问题上立场一致的保加利亚人与罗马尼亚人多次考虑统一，但他们的整体意向和目标仍具分歧。保加利亚人想要建国，罗马尼亚人已有国家；保加利亚人属斯拉夫族群，罗马尼亚人属罗曼语族；保加利亚人有意在巴尔干半岛站稳脚跟，罗马尼亚人对中欧感兴趣。此外，巴尔干半岛国家的领土野心相互冲突导致合作受阻，对保加利亚人及其民族运动影响很大，与其他民族相比发展时间太晚。1866至1868年为对抗奥斯曼帝国签署的众多塞尔维亚协议和条约（史称“第一次巴尔干联盟”）提出，罗马尼亚接收鲁塞至瓦爾納一线的保加利亚东部领土，剩下的归塞尔维亚。罗马尼亚政府拒绝上述提议，保加利亚事后对此铭感五内。

### 物色保加利亚亲王

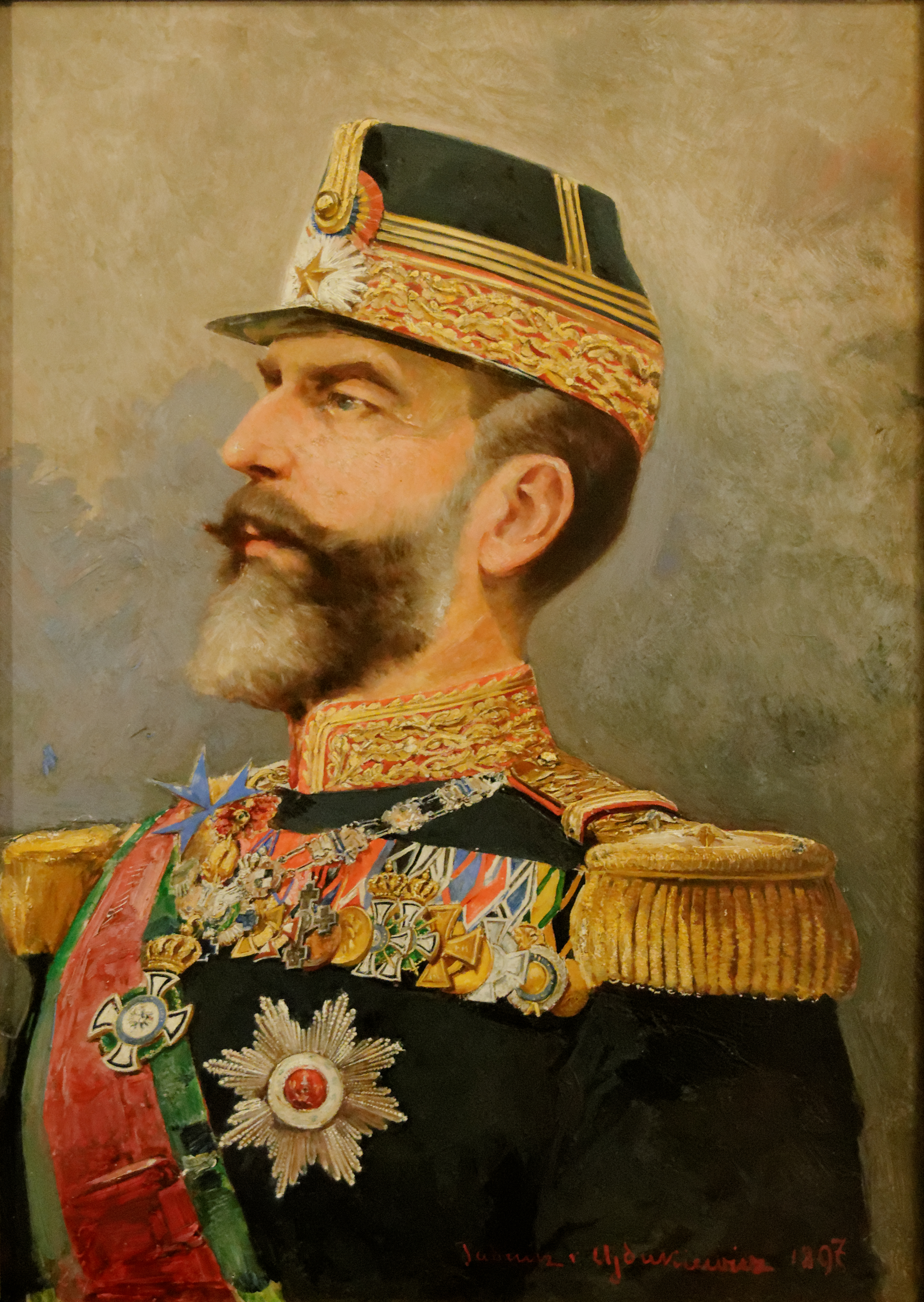
1878至1879年保加利亚王位人选、罗马尼亚亲王卡罗尔一世

保加利亞親王國在1877至1878年的俄土战争后成立，仍由奥斯曼帝国控制。原本与罗马尼亚结为联邦的构想至此由共主邦联取代，保加利亚需物色亲王人选，部分人士认为罗马尼亚的卡罗尔一世最合适。罗马尼亚战争期间与俄罗斯并肩作战，该国战后经《柏林条约》全面独立，卡罗尔一世身为罗马尼亚军队总司令名望极高。
罗马尼亚文献表明，俄罗斯驻奥斯曼帝国大使尼古拉·伊格那提耶夫在战争结束之际“向卡罗尔一世亲王耳语，劝他掌握解放的保加利亚土地”，但罗马尼亚与俄罗斯对南比薩拉比亞的分歧导致上述提议始终没有落实。伊格那提耶夫发布的文献声称，是卡罗尔一世想当保加利亚亲王，想法获首相扬·康斯坦丁·布勒蒂亚努支持。伊格那提耶夫还称，罗马尼亚打算与保加利亚组建共主邦联，利用保加利亚获利。
卡罗尔一世在首任保加利亚亲王选举开始前是预定提名人选，支持者的主要目标是建立保加利亚与罗马尼亚双重主权国家。保加利亚历史学家西美昂·拉德夫（Simeon Radev）指出，英国支持如此构想是为削弱俄罗斯对当地的影响。保加利亚政治家马尔科·巴拉巴诺夫（Marko Balabanov）宣称，1879年4月英格兰人威廉·帕尔格雷夫（William Palgrave）曾向他和其他保加利亚人鼓吹与罗马尼亚联盟是多么重要、又有哪些好处，巴拉巴诺夫当时回答，此事必须要有俄罗斯首肯。奥匈帝国与俄罗斯反对估计是不希望巴尔干地区出现新竞争对手。此外，保加利亚传媒认为罗马尼亚人不大可能出力捍卫保加利亚的利益和民族统一。
除卡罗尔一世外，罗马尼亚人还提出其他保加利亚王位人选。瓦拉几亚亲王格奥尔基·比贝斯库（Gheorghe Bibescu，1843至1848年在位）之子（同名）已入籍法国，是法国政治家莱昂·甘必大和部分奥地利人士支持的候选人。比贝斯库派使节到保加利亚自荐，大特尔诺沃《保加利亚人报》（Balgarskiy lev）出版商斯韦托斯拉夫·米拉罗夫（Svetoslav Milarov）、罗马尼亚久爾久的《巴尔加林报》（Balgarin）作家赫里斯托·巴赫瓦诺夫（Hristo Bachvarov）和迪米塔尔·克拉斯捷夫·波波夫（Dimitar Krastev Popov）都是他的支持者。两份报纸均主张比贝斯库当选保加利亚亲王。《巴尔加林报》编辑为此在奥匈帝国維也納出版小册子鼓吹比贝斯库的品格，宣称他会效仿父辈在瓦拉几亚的壮举：清除“土耳其人政府与法那尔人凯马坎（Kaymakam）的恶劣影响”。亲比贝斯库政治宣传声称他是保加利亚第二帝国首都大特尔诺沃的波雅尔后代。
《马里查报》（Maritsa）和佩特科·卡拉维洛夫等保加利亚政治家反对比贝斯库，卡拉维洛夫认为“比贝斯库亲王不是保加利亚亲王”，尊贵程度连“给未来保加利亚亲王养马的资格都没有”。卡罗尔一世与比贝斯库均遭遇一定程度反对，两人都不是保加利亚王位选举大会的考虑人选。1879年4月17日，德意志亲王巴滕贝格的亚历山大当选并获大国和奥斯曼苏丹认可，史称“亚历山大一世”。此后又有提议通过卡罗尔一世收养亚历山大来团结两国，但德意志帝國和奥匈帝国反对。

### 1886至1887年保加利亚危机
受反对俄罗斯的共同立场等因素影响，保加利亚和罗马尼亚在亚历山大一世统治期间关系友好。布勒蒂亚努曾于1886年5月面见1881年开始担任罗马尼亚国王的卡罗尔一世与亚历山大一世，布勒蒂亚努称亚历山大一世当时提议组建巴尔干邦联，卡罗尔一世任国家元首和军队总司令。1885年保加利亚与東魯米利亞统一后，该国对俄罗斯与其他大国的观感恶化，再加上马其顿地区从奥斯曼帝国统治下“解放”，共同促使亚历山大一世提出上述建议。根据设想，巴尔干邦联对内是两个相互独立的政府自治，一旦发生战争就在军事上保持统一领导。布勒蒂亚努将提议告知保加利亚外交官格里戈尔·纳霍维奇（Grigor Nachovich）。保加利亚后来否认上述主张，但两国友谊与对巴尔干邦联的热望毋庸置疑。
俄罗斯指控亚历山大一世反俄，保加利亚在1886至1887年陷入危机，国家很快分裂成反俄（支持亚历山大一世）与亲俄（支持俄罗斯政策）两大派系。亲俄派1886年8月9日发动政变迫使亚历山大一世退位，拉开危机序幕，不久反俄派又推他复辟。俄罗斯对此颇为反感，亚历山大一世没有勇气面对俄罗斯的敌意继续统治，于8月25日再度退位。保加利亚仍由反俄派控制，斯特凡·斯塔姆博洛夫掌权当上攝政王。1886年8月至1887年6月，保加利亚物色新亲王统治国家，为与罗马尼亚组建共主邦联提供可能。潜在候选人约有20名，其中包括罗马尼亚、塞尔维亚、奥斯曼帝国、黑山等邻国君主。俄罗斯和奥匈帝国反对所有候选人，担心各自利益因巴尔干半岛出现新大国受损。
保加利亚媒体、政治家和公民起初对保加利亚与罗马尼亚联盟的倡议反响热烈，认为这是彻底断绝俄罗斯对巴尔干半岛影响的良机。卡罗尔一世人气比保加利亚其他邻国人选要高，但在所有候选人里还不算领先。斯塔姆博洛夫等实权人物支持保加利亚与罗马尼亚共主邦联倡议。1886年各方参与谈判商讨联盟内的两国政府如何运作，最后决定国家整体由卡罗尔一世统治，罗马尼亚民族担任国防部重要职务。据罗马尼亚史学家亚历克斯·米海·斯托涅斯库（Alex Mihai Stoenescu）记载，德国、英国和奥匈帝国都在一定程度上支持上述方案，法国选择与俄罗斯一个鼻孔出气。斯托涅斯库认为，保加利亚与罗马尼亚联盟如果成立将非常强大，再加上控制黑海西部就能起到緩衝國的作用，结合其他因素甚至有望避免第一次世界大战。

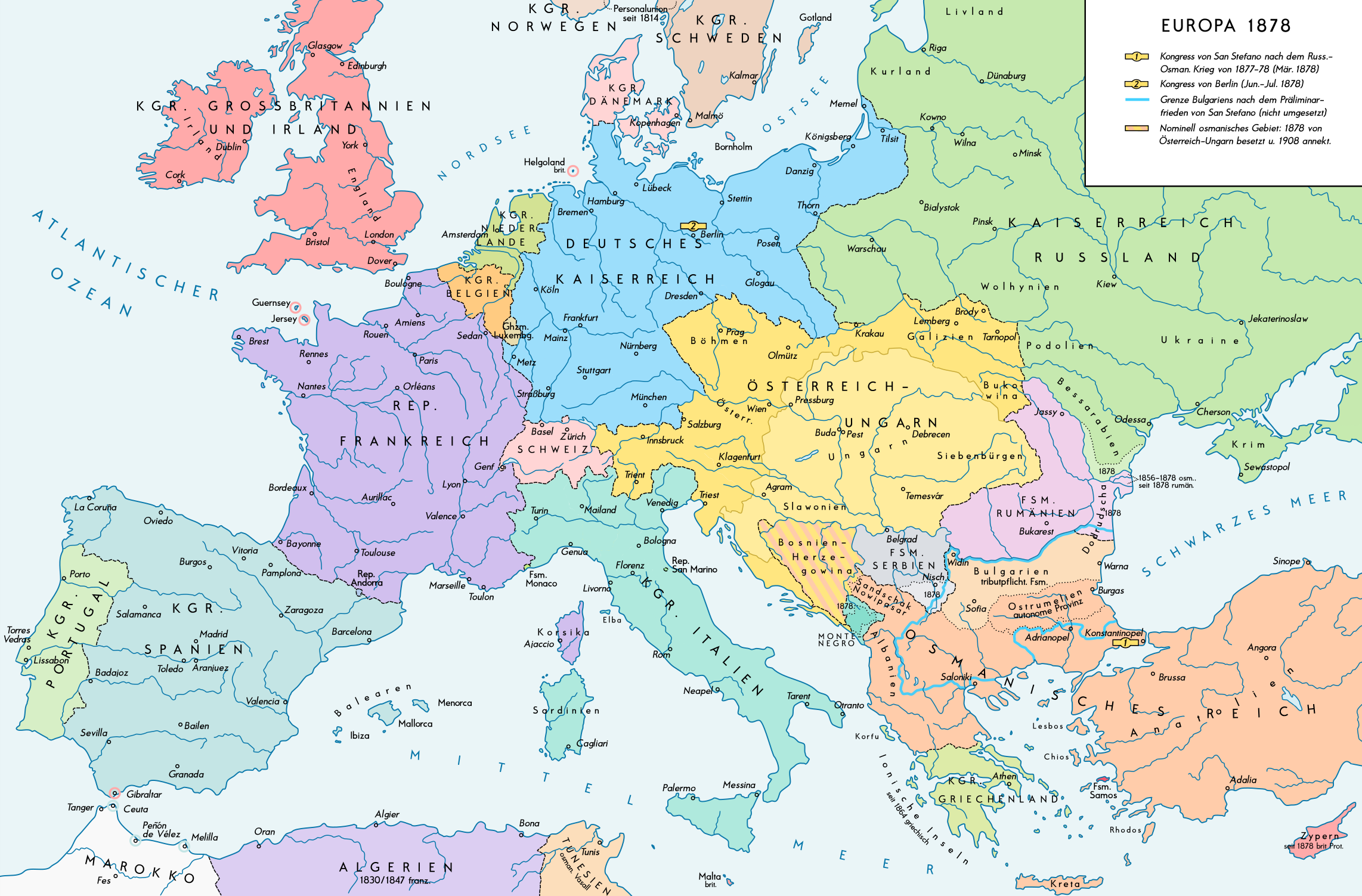
19世纪末包括俄罗斯、罗马尼亚和保加利亚的欧洲政治格局

摄政集团希望保加利亚与罗马尼亚结盟能解决危机，为建立强力反俄的巴尔干邦联迈出第一步。历史学家认为巴尔干半岛此时民族主义意识强烈，上述愿景实效存疑。英国极力维持保加利亚的反俄政策，摄政集团倒向该国驻保加利亚外交官弗兰克·拉塞勒斯。但拉塞勒斯认为卡罗尔一世身为独立国家君主，不可能接受保加利亚亲王这种仍需看奥斯曼帝国眼色行事的附庸地位，建议摄政集团放弃。保加利亚直到1908年独立才摆脱上述附庸地位。
1886年10月至1887年5月，斯塔姆博洛夫开展新一轮保加利亚与罗马尼亚邦联谈判，建议两国采取单一政府。俄罗斯在此期间也没闲着，保加利亚的谈判启动不久就有人在9月4日暗杀布勒蒂亚努未遂，估计俄罗斯脱不了干系。暗杀激起罗马尼亚民众强烈反弹，开始攻击那些疑似“俄国间谍”的报社。1886年11月，俄罗斯中断与保加利亚的外交关系，直到1896年才恢复。
大国在保加利亚争夺影响力的斗争愈演愈烈，罗马尼亚在危机期间保持中立。罗马尼亚为亚历山大一世提供庇护，同时容许政变背后的始作俑者入境。1886年末，卡罗尔一世建议保加利亚与俄罗斯和解并挑选保加利亚人当亲王。据拉德夫记载，卡罗尔一世对保加利亚如覆薄冰，以免直接得罪俄罗斯。罗马尼亚人还可能因担心保加利亚人影响羅馬尼亞政治反对两国结盟。此外，据称罗马尼亚某身份未公布的政府部长宣称，结盟会危及罗马尼亚对大量保加利亚人定居的北多布罗加地区统治。
1887年初保加利亚又开始物色亲王，但奥斯曼苏丹反对保加利亚人与土耳其人结盟建国的提议，摄政集团1887年2月再度倒向罗马尼亚。他们先向罗马尼亚驻鲁塞领事提出联盟建议，斯塔姆博洛夫再于2月27日亲赴罗马尼亚驻索菲亞大使馆，自称期望卡罗尔一世统治保加利亚。不过，斯塔姆博洛夫认为罗马尼亚国王会因担心开罪三國同盟否决上述提议，故而始终没有提出正式请求。三国同盟是德国、奥匈帝国和意大利王国1882年组建的秘密联盟，罗马尼亚1883年加入。罗马尼亚政治活动家赞菲尔·阿博尔（Zamfir Arbore）公布俄国间谍在该国活动的证据，进一步削弱俄罗斯对巴尔干半岛国家的影响，激起其他大国对俄罗斯的恶感。
俄罗斯认为罗马尼亚君主登上保加利亚王位有违《柏林条约》，于1887年6月10日扬言断绝与罗马尼亚的外交关系。卡罗尔一世联络德国和奥匈帝国代表后得知，如果他接受保加利亚王位，俄罗斯将入侵保加利亚和罗马尼亚。卡罗尔一世有意与保加利亚结盟，但还是不得不在6月15日告知俄罗斯，不会在没有对方首肯的前提下接受保加利亚与罗马尼亚联合，至此联盟计划嘎然而止。1887年6月25日，萨克森-科堡-哥达的斐迪南当选保加利亚亲王，史称“斐迪南一世”。7月16日，罗马尼亚《哨兵报》（Sentinela）刊登《保加利亚经国王卡罗尔一世与罗马尼亚联盟》（Unirea Bulgariei cu România în persoana Regelui Carol I），介绍保加利亚对两国同盟的构想。

### 共产党统治时期
共产党统治时期，保加利亚与罗马尼亚联盟再度提上日程。保加利亚1946年起便是正式的社会主义国家，直到1990年止；罗马尼亚的共产党统治时代从1947年正式开始，1989年结束。巴尔干半岛社会主义者对19世纪后半叶涌现的巴尔干联邦特别感兴趣，保加利亚政治家迪米塔尔·布拉戈耶夫、克里斯蒂安·拉科夫斯基、扬科·萨卡佐夫，罗马尼亚政治家康斯坦丁·多布罗加努-盖列亚（Constantin Dobrogeanu-Gherea）等领导人非常支持。社会主义者认为统一有望解决巴尔干半岛各国乃至整个地区的帝国主义和民族主义问题，是当地开始从资本主义向社会主义过渡的重要机遇。共产党上台前，巴尔干联邦理念在数十年间都有一定支持，但巴尔干战争和第一次世界大战过后已然式微，频繁的冲突令半岛四分五裂，保加利亚和罗马尼亚国家都纳入“赢家”或“输家”阵营。第二次巴尔干战争期间，两国曾短暂敌对，罗马尼亚攻打保加利亚并占领南多布罗加；1916至1918年，两国在第一次世界大战互为对手，但这次没有领土变更。
武装冲突导致保加利亚与罗马尼亚持续多年都不可能有任何形式结盟，只有极少数社会主义者持续支持类似理念。战争结束后，《非战公约》签署和大萧条等因素促使巴尔干半岛各国逐渐打破关系坚冰。20世纪30年代的众多会议促使罗马尼亚、南斯拉夫、希腊、土耳其1934年组成巴尔干协约国，巴尔干联邦理念死灰复燃。不信奉社会主义的学者和政治家、特别是左派分子仍希望保加利亚与罗马尼亚同其他国家结盟，组建更强大的新国家。罗马尼亚史学家维克多·帕帕科斯蒂亚（Victor Papacostea）1936年提出组建以罗马尼亚为首的邦联“巴尔干尼亚”（Balkania），解决地区冲突问题。但直到共产党执政后，巴尔干联盟构想才真正出现进展。南斯拉夫王国1945年转为社会主义联邦共和国，该国曾于1944年末到次年初与保加利亚谈判成立南斯拉夫联邦。同时可能通过施加影响促使阿尔巴尼亚与罗马尼亚加入巴尔干社会主义联邦。但是，马其顿地区的争端，以及保加利亚和南斯拉夫的地位不对等最终导致谈判流产。1947年至1948年初，两国再度启动谈判，提议建立巴尔干或巴尔干－多瑙河联邦，罗马尼亚可能加入。
第二次世界大战结束后，保加利亚与罗马尼亚都成立亲苏亲共政府，一定程度上改善两国受损的关系。战争期间罗马尼亚就在納粹德國压力下与保加利亚签署《克拉约瓦条约》，后者收复南多布罗加。战后两国外交陷入孤立，都对苏联俯首贴耳，国土由红军占领。苏联对罗马尼亚更加冷淡，估计这是因为战间期罗马尼亚与苏联关系恶劣，1941至1944年罗马尼亚对德国入侵苏联助力很大。保加利亚二战期间把军队控制在巴尔干半岛，避免参与苏德战争，只在半岛范围的轴心国占领区配合行动。两相比较，苏联自然优先考虑保加利亚，打算利用保加利亚把苏联的影响带到罗马尼亚、希腊、土耳其，保加利亚至此成为巴尔干半岛“主人翁”。保加利亚和罗马尼亚还存在民族和政治分歧，但联邦理念依然活跃。经过1946年9月的伪造公投，保加利亚正式更名“保加利亞人民共和國”。保加利亚总理格奥尔基·季米特洛夫同年11月接受罗马尼亚记者格奥尔基·扎哈里亚（Gheorghe Zaharia）采访时称，罗马尼亚可以加入可能成立的巴尔干联邦。罗马尼亚共产党总书记格奥尔基·乔治乌-德治对季米特洛夫的言论非常不满（估计是因担心得罪苏联），一度撤销扎哈里亚在《星火报》（Scînteiaa）公布采访内容的许可。
1947年7月12日，保加利亚与罗马尼亚政府官员在索菲亚会面。季米特洛夫和罗马尼亚领导人彼得鲁·格罗查探讨修好，格罗查声称应该“推倒长城”（指开放边境）“增进了解邻国人民”，估计有暗示联盟之意。罗马尼亚外长格奥尔基·塔塔内斯库会议期间表示：“再没有什么把我们分开，我们没有利益冲突，只有一项政策：合作与理解”。1947年12月30日国王米哈伊一世退位，罗马尼亚人民共和国宣告成立。此后国家境遇持续恶化，比以往更加孤立，体制上更无能。保加利亚对罗马尼亚的影响提升，罗马尼亚共产党员开始研究甚至模仿保加利亚红色政权。罗马尼亚共产党传媒理想化保加利亚领导人，宣传保加利亚的成就，鼓吹两国结盟有望带来的好处。不过，罗马尼亚官方此间没有提出联盟建议。

包含苏联及其卫星国的欧洲東方集團地图

季米特洛夫1948年1月15至16日访问布加勒斯特，两国签署《保加利亚与罗马尼亚友好合作互助条约》，背后的实际动机可能是想两国联盟。季米特洛夫访问期间想同罗马尼亚律师兼新闻工作者彼得·潘德里亚（Petre Pandrea）交流。潘德里亚是共产主义活动家卢克雷奇·帕特拉什卡努的亲戚，认为罗马尼亚应以瑞士为典范倡导中立，支持“瑞士联邦化”理念。季米特洛夫支持把潘德里亚的构想在巴尔干半岛全面落实，后来还宣扬德语短语“三倍瑞士！”（Dreimal Schweiz!）。1959年，法院判决潘德里亚阴谋“瑞士联邦化罗马尼亚”罪名成立。他入狱后宣称季米特洛夫的设想不过是在罗马尼亚、保加利亚、南斯拉夫融入中立理念。保加利亚史学家布拉戈维斯特·尼亚古洛夫（Blagovest Nyagulov）认为，潘德里亚宣称的构想可以理解成三国随后按瑞士模式联邦化。
季米特洛夫回国后在记者招待会提出巴尔干与多瑙河邦联，其中包括保加利亚和罗马尼亚，波兰与捷克斯洛伐克可以随后加入。苏联领导人约瑟夫·斯大林宣称上述主张对莫斯科不利，《真理报》1月18日和2月10日发文批评季米特洛夫的言论。保加利亚、苏联和南斯拉夫代表随后开会，期间季米特洛夫表示不会再重申先前“有害且错误”的言论，历史学家推测这是他在压力下的违心之言。估计苏联反对是为确保控制手下卫星国，季米特洛夫所言可能成为反对建立東方集團的理由。斯大林不但反对罗马尼亚与保加利亚结盟，而且确保两国关系无法改善。在他看来，保加利亚与罗马尼亚历史上没有任何联系，两者结盟根本“不可思议”且“愚蠢”，一如多年前俄罗斯帝国反对保加利亚与罗马尼亚联盟。
所有涉及保加利亚和罗马尼亚的联合构想最后胎死腹中，1947年末到1948年初苏联对罗马尼亚的影响大幅提升，1948年的苏南冲突迫使保加利亚和南斯拉夫彻底放弃南斯拉夫联邦构想。

## 结果和展望

### 构想失败

欧洲联盟地图

白驹过隙，巴尔干半岛联邦化构想逐渐淡出视野。巴尔干战争和第一次世界大战加剧民族主义和地缘政治冲突，为联邦前景冒上阴影。地区联邦只在社会主义南斯拉夫实施，随着戏剧化且充满暴力的南斯拉夫解體划上句点，泛巴尔干联邦更加无人问津，以文化和民族同质为基础的民族國家理念强化。
保加利亚和罗马尼亚的联邦化道路面临许多自身问题。两国正教會统一，经济和文化联系密切而且都渴望从奥斯曼帝国独立，但两国友谊受民族主义和外来势力荼毒，二战前夕还充满民族和领土矛盾。共产党执政时期两国关系改善但外交政策不同，保加利亚忠于苏联，罗马尼亚力求自立自主，减少苏联影响。
尼亚古洛夫认为保加利亚与罗马尼亚联盟无法落实存在多方面原因。联合提议总是保加利亚方面提出，希望从罗马尼亚获得某些政治好处，但双方的国家优先考虑事项不同。保加利亚人关注巴尔干半岛，罗马尼亚着眼中欧。同时，联盟大都是争取解放或独立的手段，而非彼此存在实际利益。民族国家模式和领土主张在巴尔干半岛其他国家随处可见，众多大国一再极力反对保加利亚与罗马尼亚联盟，如1878至1879年，奥匈帝国和俄罗斯帝国就反对罗马尼亚候选人问鼎保加利亚王位；1886至1887年，两国又反对保加利亚从邻国物色君主，俄罗斯甚至扬言侵略来阻吓罗马尼亚君主登上保加利亚王位；1947至1948年，罗马尼亚为避免得罪苏联拒绝与任何国家结为联邦，保加利亚领导人因联邦构想遭遇苏联口诛笔伐。大国、特别是俄罗斯（或苏联）的极力反对很可能出于“分而治之”原则考量，不希望巴尔干半岛出现新强国对抗大国控制。即便没有外部影响，还是有许多保加利亚人和罗马尼亚人反对结盟。
1989年共产党政权土崩瓦解，保加利亚与罗马尼亚间涌现各种新旧分歧。不过，2007年两国加入欧洲联盟后关系改善、合作加强。2011年，保加利亚总理博伊科·鲍里索夫与罗马尼亚、土耳其和克罗地亚团购战斗机。保加利亚外交部长尼古拉·姆拉德诺夫（Nickolay Mladenov）更进一步，提议保加利亚与罗马尼亚整合空军和海军。许多政治家和军事专家提出类似建议，因为此举能显著降低维护飞机和训练飞行员的成本。
“歐洲一體化”进程再度引发巴尔干半岛联邦化构想。欧盟及其民主价值观为各社会发展提供共同愿景，或许会在将来引发新的地区联邦化方案。

### 比较
下方以表格从各角度对比现今的保加利亚和罗马尼亚。人口采用两国2011年人口普查结果，经济、地理和军事采用2021年4月21日中央情报局《世界概况》的数据。
| 统计项目                   | 保加利亚                                                            | 羅馬尼亞                                                            |
| -------------------------- | ------------------------------------------------------------------- | ------------------------------------------------------------------- |
| 人口（2011年）             | 7,364,570                                                           | 20,121,641                                                          |
| 面积                       | 110,879平方公里                                                     | 238,391平方公里                                                     |
| 人口密度（2011年）         | 每平方公里66.42人                                                   | 每平方公里84.41人                                                   |
| 民族构成（2011年）         | 保加利亚人（84.8%）、 土耳其人（8.8%）、罗姆人（4.9%） 其他（1.5%） | 罗马尼亚人（88.9%）、 匈牙利人（6.5%）、罗姆人（3.3%） 其他（1.3%） |
| 首都                       | 索菲亞                                                              | 布加勒斯特                                                          |
| 海岸线                     | 354公里                                                             | 225公里                                                             |
| 海拔                       | 平均：472米 最低点：0米（黑海） 最高点：2925米（穆萨拉峰）          | 平均：414米 最低点：0米（黑海） 最高点：2544米（摩尔多韦亚努峰）    |
| 货币                       | 保加利亞列弗                                                        | 罗马尼亚列伊                                                        |
| 国内生产总值（2019年估算） | 购买力平价：1616亿5400万美元 名义GDP：684.9亿美元                   | 购买力平价：5795亿4900万美元 名义GDP：2495亿4300万美元              |
| 军事规模（2020年估算）     | 约3.2万常备军                                                       | 约6.5万常备军                                                       |

## 脚注
1. 1 2  Hitchins 2014，第16–17頁.
2. 1 2  Madgearu 2016，第74頁.
3. 1 2  Hitchins 2014，第31頁.
4. ↑  Crampton 2005，第20頁.
5. ↑  Madgearu 2016，第58–59頁.
6. ↑  Madgearu 2016，第135頁.
7. 1 2 3 4 5  Nyagulov 2012，第41頁.
8. ↑  Madgearu 2016，第62頁.
9. ↑  Nandriș 1951，第17頁.
10. ↑  Nyagulov 2012，第40–41頁.
11. ↑  Hitchins 2014，第26頁.
12. ↑  Hitchins 2014，第26–27頁.
13. ↑  Hitchins 2014，第29頁.
14. 1 2  Nyagulov 2012，第37頁.
15. 1 2  Nyagulov 2012，第39頁.
16. ↑  Nyagulov 2012，第37–38頁.
17. 1 2 3  Nyagulov 2012，第39–40頁.
18. 1 2  Nyagulov 2012，第44頁.
19. 1 2 3 4  Nyagulov 2012，第38頁.
20. 1 2 3  Nyagulov 2012，第46頁.
21. ↑  Hitchins 2014，第103頁.
22. ↑  Hitchins 2014，第112頁.
23. ↑  Hitchins 2014，第143頁.
24. ↑  Hitchins 2014，第117–118頁.
25. ↑  Păcurariu 2007，第198頁.
26. ↑  Nyagulov 2012，第41–42頁.
27. 1 2 3  Nyagulov 2012，第45頁.
28. 1 2  Nyagulov 2012，第43頁.
29. 1 2 3  Lupu & Niculae 2017，第125頁.
30. ↑  Nyagulov 2012，第46–47頁.
31. 1 2 3  Nyagulov 2012，第47頁.
32. 1 2 3 4  Nyagulov 2012，第47–48頁.
33. 1 2 3  Nyagulov 2012，第48頁.
34. 1 2 3 4  Nyagulov 2012，第49頁.
35. ↑  Nyagulov 2012，第46, 49頁.
36. 1 2 3 4 5  Stoenescu 2010，第30頁.
37. ↑  Nyagulov 2012，第49–50頁.
38. ↑  Crampton 2005，第101頁.
39. 1 2 3 4 5 6 7 8  Nyagulov 2012，第50頁.
40. 1 2  Nyagulov 2012，第51頁.
41. 1 2 3 4 5 6 7  Nyagulov 2012，第52頁.
42. ↑  Nyagulov 2012，第50–51頁.
43. ↑  Nyagulov 2012，第51–52頁.
44. 1 2 3  Stoenescu 2010，第31頁.
45. ↑  Petcu 2012，第532頁.
46. ↑  Nyagulov 2012，第55–58頁.
47. ↑  Anghel 2017，第62–63頁.
48. 1 2  Anghel 2017，第69–70頁.
49. 1 2  Anghel 2017，第72頁.
50. ↑  Crampton 2005，第184–185頁.
51. ↑  Crampton 2005，第216頁.
52. ↑  Hitchins 2014，第227頁.
53. ↑  Hitchins 2014，第291–292頁.
54. 1 2 3 4  Nyagulov 2012，第54頁.
55. ↑  Nyagulov 2012，第53–54頁.
56. ↑  Hitchins 2014，第150頁.
57. ↑  Hitchins 2014，第158頁.
58. ↑  Nyagulov 2012，第53頁.
59. 1 2 3 4  Nyagulov 2012，第55頁.
60. ↑  Anghel 2017，第66頁.
61. ↑  Hitchins 2014，第199頁.
62. ↑  Anghel 2017，第58頁.
63. 1 2 3  Anghel 2017，第59頁.
64. ↑  Hitchins 2014，第208–209頁.
65. ↑  Hitchins 2014，第215–216頁.
66. ↑  Crampton 2005，第168–169頁.
67. ↑  Anghel 2017，第71頁.
68. ↑  Anghel 2017，第60頁.
69. 1 2  Nyagulov 2012，第55–56頁.
70. ↑  Anghel 2017，第61頁.
71. ↑  Anghel 2017，第63頁.
72. ↑  Anghel 2017，第62頁.
73. 1 2  Anghel 2017，第69頁.
74. ↑  Hitchins 2014，第226頁.
75. ↑  Anghel 2017，第59–60頁.
76. 1 2 3  Nyagulov 2012，第56頁.
77. 1 2  Nyagulov 2012，第57頁.
78. 1 2  Nyagulov 2012，第57–58頁.
79. ↑  Nyagulov 2012，第58頁.
80. ↑  Nyagulov 2012，第58–59頁.
81. ↑  Nyagulov 2012，第59頁.
82. 1 2  Nyagulov 2012，第60頁.
83. 1 2 3 4 5  Nyagulov 2012，第61頁.
84. ↑  Bâtcă 2011.
85. ↑  Bulgarian census 2011.
86. ↑  Romanian census 2011.
87. 1 2 3 4 5 6 7 8 9  CIA World Factbook: Bulgaria.
88. 1 2 3 4 5 6 7 8 9  CIA World Factbook: Romania.
89. 1 2 3  Bulgarian census 2011，第3頁.
90. 1 2 3  Romanian census 2011，第1頁.
91. ↑  Bulgarian census 2011，第28頁.
92. 1 2  Romanian census 2011，第5頁.
93. ↑  Bulgarian census 2011，第25頁.